# Sklaven-Daguerreotypien von Louis Agassiz

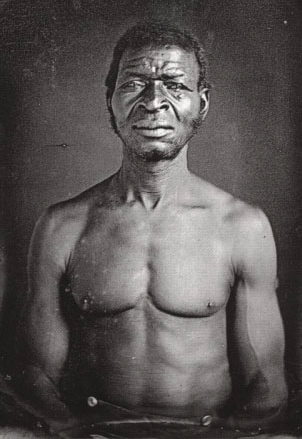
„Jack (Fahrer), Guinea. Plantage von B. F. Taylor Esq., Columbia, S. C.“

Die Sklaven-Daguerreotypien von Louis Agassiz sind eine Serie von Daguerreotypien, die 1850 im Auftrag von Louis Agassiz, Naturforscher und Hochschullehrer der Universität Harvard, angefertigt wurden. Sie sollten die physiologischen Unterschiede von Afrikanern gegenüber Europäern dokumentieren und, davon abgeleitet, Argumente für die Überlegenheit der weißen Rasse liefern. Es handelt sich um 15 Silberplatten, die 1977 in den Beständen des Peabody Museum of Archaeology & Ethnology in Harvard entdeckt wurden und die aufgrund ihrer technischen Qualität 1992 in der Ausstellung „Nineteenth-Century Photography“ des Amon Carter Museums präsentiert wurden. Diese Platten sind die frühesten Daguerreotypien afroamerikanischer Sklaven und insofern ein bedeutendes Dokument des Gesellschaftssystems vor dem Amerikanischen Bürgerkrieg.

## Kontext der Aufnahmen
Um seine rassistischen Theorien zu beweisen, suchte Agassiz „reine“ Afrikaner, was sich zunächst als schwierig darstellte, da der Import afrikanischer Sklaven in die Vereinigten Staaten ab dem 1. Januar 1808 verboten war (Act Prohibiting Importation of Slaves (1807)). Der amerikanische Paläontologe Robert W. Gibbes, der selbst aus South Carolina stammte, schlug ihm vor, die Plantagen im Umkreis von Columbia zu besuchen. Da in Columbia um 1850 rund 6000 „Weiße“ lebten und über 100.000 Sklaven, war die Behandlung dieser Sklaven äußerst repressiv.
Bei einer Rundreise durch die Plantagen rings um Columbia wählte Agassiz die Sklaven aus, von denen Daguerreotypien angefertigt werden sollten. Gibbes notierte: „Agassiz war erfreut von seiner Untersuchung der Ebo-, Foulah-, Gullah-, Guinea-, Coromantee-, Mandrigo- und Kongo-Neger.“ Sowie Agassiz abgereist war, brachte Gibbes diese Menschen zum Daguerreotypisten Joseph T. Zealy, der die Aufnahmen anfertigte. Gibbes dokumentierte sorgfältig Namen, Verwandtschaftsverhältnisse, afrikanische Herkunft und Besitzer der Sklaven. Dann schickte er die Platten an den Auftraggeber, und sie gelangten in das Museum of Comparative Zoology, von wo sie 1935 an das Peabody Museum übergeben wurden.

## Beschreibung
Eine Gruppe von Daguerreotypien zeigen den ganzen, nackten Körper in Vorder-, Seiten- und Rückansicht. Auf diese Weise wurden Alfred, ein Foulah, und Jem, ein Gullah, fotografiert. Die zweite Gruppe von Daguerreotypien sind Nahaufnahmen von Kopf und Oberkörper der jeweiligen Person. Auf diese Weise wurde der Fahrer Jack (Guinea) und seine in Amerika geborene Tochter Drana fotografiert, Renty (Kongo) und seine in Amerika geborene Tochter Delia, außerdem der Zimmermann Fassena, ein Mandingo.
Es handelt sich nicht, wie bei zeitgenössischen Daguerreotypien sonst, um Porträts; die Menschen wurden darauf reduziert, typische Vertreter ihrer Ethnie zu sein. Deshalb verzichtete Zealy auf alles, was Individualität hätte ausdrücken können: Accessoires, Kleidung, Gesten.

## Rezeption
Die Arbeiten von Carrie Mae Weems, From Here I Saw What Happened and I Cried, sind eine fotokünstlerische Auseinandersetzung mit den Sklaven-Daguerreotypien.  Weems fotografierte die Platten und bearbeitete sie in mehreren Schritten, um den Dargestellten ihre Individualität zurückzugeben und die Pseudo-Objektivität des Daguerreotypisten zu hinterfragen. Diese Arbeiten wurden 2020 in einem umfangreichen Werk der Autorinnen Ilisa Barbash, Molly Rogers, Deborah Willis dokumentiert.

## Rechtsstreit

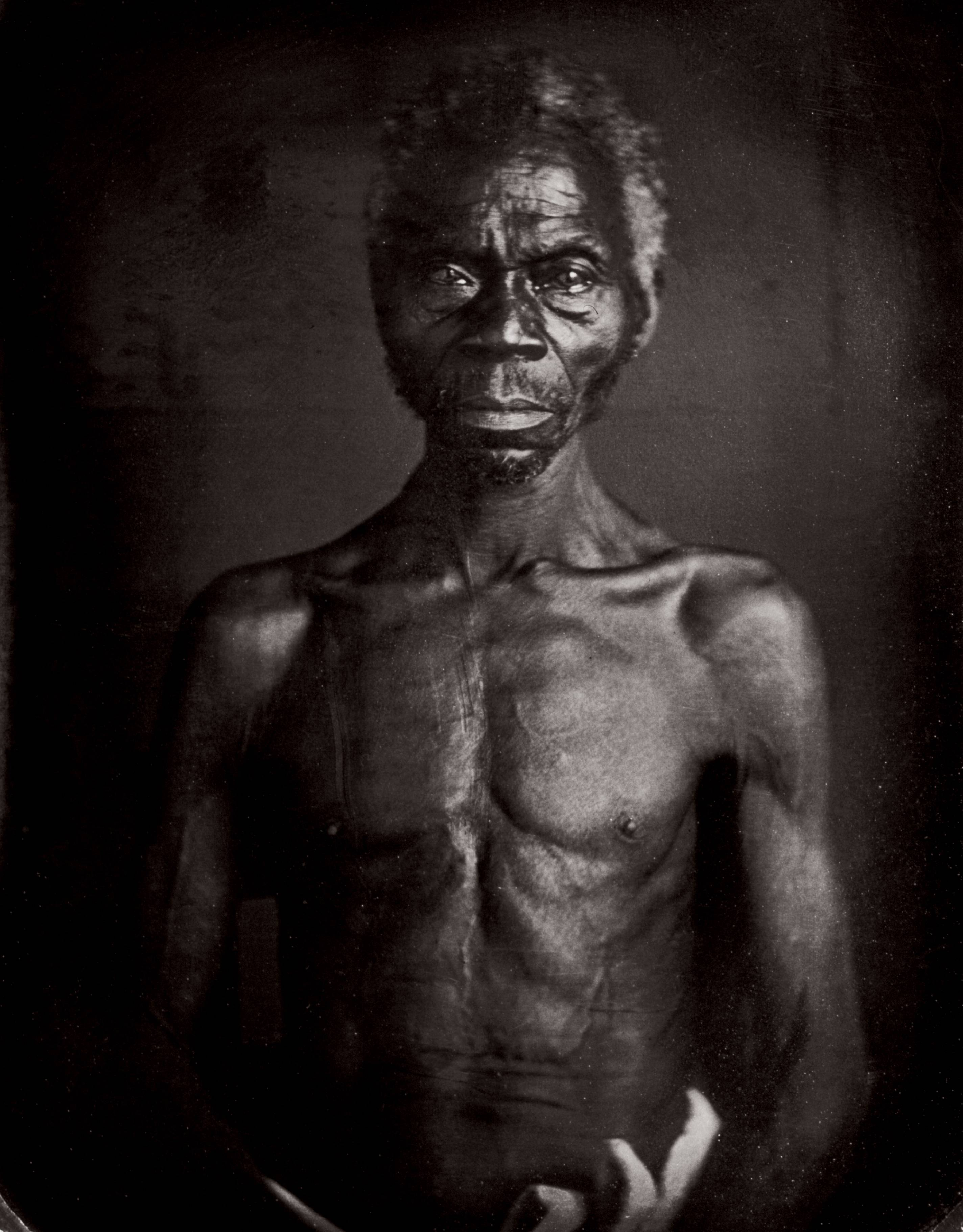
„Renty, Kongo. Plantage von B. F. Taylor, Esq.“

Vor einem Zivilgericht des Staates Massachusetts verklagte Tamara Lanier am 20. März 2019 die Universität Harvard darauf, die Daguerreotypien ihrer Vorfahren, des Sklaven Renty und seiner Tochter Drana, an die Nachkommen der gegen ihren Willen fotografierten Personen herauszugeben. Bei Entdeckung der Daguerrotypien war in den 1970er Jahren angedacht worden, mögliche Nachkommen der fotografierten Sklaven zu ermitteln; Harvard unternahm aber keine Schritte in diese Richtung. Im Sommer 2019 veröffentlichten 53 direkte Nachkommen des Harvard-Professors Agassiz eine Erklärung, mit der sie die Herausgabe der Fotos unterstützen.
Den Recherchen Laniers zufolge war Renty etwa 65 Jahre alt, als die Aufnahme entstand, und lebte auf der Baumwollplantage von Benjamin Franklin Taylor. Vermutlich kam er, etwa fünfzehn Jahre alt, um 1800 mit einem spanischen Sklavenschiff nach New Orleans und von dort dann mit dem Sklavenhandel nach South Carolina. Da ein in Afrika geborener Sklave zu seiner Zeit ungewöhnlich war, hatte Renty den Beinamen „der schwarze Afrikaner“ und war eine respektierte Persönlichkeit unter den Sklaven auf Taylors Plantage, da er vorlesen konnte und Gottesdienste leitete, die die Sklaven für sich feierten, neben denen, die sie im Auftrag ihrer Herren besuchen mussten.